# 波部核螺
波部核螺（学名：Cancellaria habei）是新腹足目核螺科核螺属的一种。本物種的種小名是以日本貝類學家波部忠重來命名。

## 分布
主要分布于台湾，常栖息在浅海泥沙底。